# Антелоп-Веллі-Креств'ю (Вайомінг)
Антелоп-Веллі-Креств'ю (англ. Antelope Valley-Crestview) — переписна місцевість (CDP) в США, в окрузі Кемпбелл штату Вайомінг. Населення — 1658 осіб (2010).

## Географія
Антелоп-Веллі-Креств'ю розташований за координатами 44°13′29″ пн. ш. 105°28′26″ зх. д. / 44.22472° пн. ш. 105.47389° зх. д. (44.224762, -105.473927).  За даними Бюро перепису населення США в 2010 році переписна місцевість мала площу 12,71 км², уся площа — суходіл. В 2017 році площа становила 11,11 км², уся площа — суходіл.

## Демографія
Згідно з переписом 2010 року, у переписній місцевості мешкало 1658 осіб у 593 домогосподарствах у складі 447 родин. Густота населення становила 130 осіб/км².  Було 644 помешкання (51/км²).
Расовий склад населення:
| - 92,7 % — білих - 0,9 % — чорних або афроамериканців - 0,7 % — корінних американців - 0,7 % — азіатів - 0,1 % — вихідців з тихоокеанських островів - 2,5 % — осіб інших рас |

До двох чи більше рас належало 2,4 %. Частка іспаномовних становила 6,5 % від усіх жителів.
За віковим діапазоном населення розподілялося таким чином: 29,1 % — особи молодші 18 років, 66,6 % — особи у віці 18—64 років, 4,3 % — особи у віці 65 років та старші. Медіана віку мешканця становила 35,1 року. На 100 осіб жіночої статі у переписній місцевості припадало 113,7 чоловіків;  на 100 жінок у віці від 18 років та старших — 112,3 чоловіків також старших 18 років.
Середній дохід на одне домашнє господарство  становив 86 530 доларів США (медіана — 87 901), а середній дохід на одну сім'ю — 89 682 долари (медіана — 100 464). За межею бідності перебувало 1,9 % осіб, у тому числі 0,0 % дітей у віці до 18 років та 0,0 % осіб у віці 65 років та старших.
Цивільне працевлаштоване населення становило 783 особи. Основні галузі зайнятості: сільське господарство, лісництво, риболовля — 27,1 %, освіта, охорона здоров'я та соціальна допомога — 11,5 %, фінанси, страхування та нерухомість — 10,5 %, транспорт — 9,7 %.